# Eric Cobham i Maria Lindsey
Eric Cobham (c. 1700 – 1760 o posterior) i Maria Lindsey foren un matrimoni de principis del segle xviii que es dedicà a la pirateria en el Golf de Sant Llorenç des de la seva base de Terranova. Ambdós nasqueren a Anglaterra, Eric Cobham a Poole i Maria Lindsey a Plymouth.

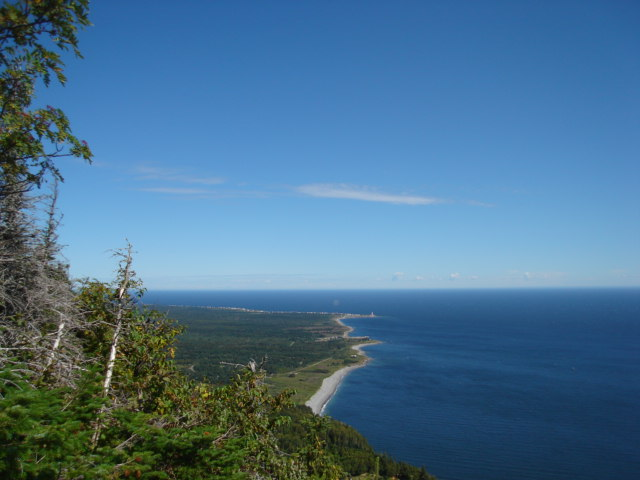
El matrimoni pirata practicà la pirateria principalment al Golf de Sant Llorenç, a Terranova

Segons Philip Gosse a The Pirate's Who's Who (1924) i Horwood & Butts a The Pirates and Outlaws of Canada (1984), els Cobhams van ser uns dels primers pirates de Sant Llorenç que es van fer coneguts per “no donar quarter", és a dir, que totes les tripulacions capturades van morir i els seus vaixells foren enfonsats. De fet, van ser famosos pel seu sadisme i crueltat, inclòs l'ús de supervivents per a la pràctica de tir al blanc.
Es dedicaren a la pirateria entre els anys 1720 i 1740 després dels quals es van traslladar a Le Havre, França. Es van convertir en membres de la comunitat i Eric va ser nomenat jutge. Maria no va poder adaptar-se a la nova vida i va embogir. La seva mort es podria deure al suïcidi, o bé a l'assassinat per part del seu marit. Fos com fos, a Eric li sobrevingué la mala consciència després de la mort de Maria i va confessar els seus pecats a un sacerdot. També va demanar que es publiqués la veritable història de la seva vida, llibre que s'imprimiria després de la seva mort. Els seus descendents (dos fills i una filla) van intentar comprar i destruir aquest llibre per a evitar-ne la divulgació, tot i que presumptament se'n conserva una còpia als Archives Nationales, a París.
Alguns autors defensen que ambdós personatges podrien ser ficticis, ja que no hi ha rastres documentals que n'avalin l'existència (fet bastant estrany en el segle xviii).